# Партия «Демократия дома» (Молдова)
Политическая партия «Демократия — дома» (рум. Partidul politic „Democraţia Acasă”) — политическая партия в Республике Молдова. Образована 2 сентября 2011 года.
На парламентских выборах 2014 года партия набрала 0,15 % и не смогла преодолеть порог в 6 %.

## Руководство
- Василий Костюк — председатель партии «Демократия — дома»
- Ион Матей — первый вице-председатель партии «Демократия — дома»
- Анна Цуркан — вице-председатель партии «Демократия — дома»
- Константин Жардан-Ботнару — секретарь партии «Демократия - дома»

## История

### Создание Партии «Демократия — дома» (ППДД)
Партию «Демократия — дома» (ППДД) создали на базе Молодежного движения «Демократия — дома» после политического кризиса и апрельских протестов 2009 года.
Учредительный съезд ППДД прошел 31 июня 2011 года. Делегаты утвердили Программу и Устав партии, а также избрали Василе Костюка на должность председателя нового политформирования.

### II съезд ППДД 26 мая 2012 года
В ходе II съезда Партии «Демократия — дома» обсудили целый ряд организационных аспектов, вопросы эффективного функционирования формирования. Делегаты утвердили новые изменения в Устав и Программу партию и переименовали формирование в Коммунитарную партию «Демократия — дома». Кроме того, в ходе съезда приняли три резолюции: О политической и социальной ситуации в Республике Молдова; О необходимости внедрять концепт коммунитаризма в социально-политической сфере Республики Молдова; О положении и позиции молодежи в Республике Молдова. В соответствии с новыми изменениями, утвержденными во время съезда, КПДА исповедует народную доктрину. Эта идеология сочетает элементы социал-демократии, христианской демократии, консерватизма и либерализма.

## Результаты на выборах
На парламентских выборах 2014 года Политическая партия «Демократия — дома» набрала 0,15 % голосов избирателей и не преодолела избирательный порог в 6 %.
На всеобщих местных выборах 2015 года Политическая партия «Демократия — дома» получила следующие результаты:
- Муниципальные и районные советы — 0,31 % голосов.
- Городские и сельские советы — 0,04 % голосов.
- Никто из кандидатов партии примарами не были избраны.